# Стрихнин
Стрихни́н (лат. Strychninum) — C21H22N2O2 индоловый алкалоид, выделенный в 1818 г. Пеллетье и Кавенту из рвотных орешков — семян чилибухи (Strychnos nux-vomica). Чрезвычайно токсичен. Может использоваться в качестве пестицида.
Синоним: Strychninum nitricum.

## Общая информация
Главный алкалоид семян чилибухи (Strychnos nux-vomica), семейства логаниевых (Loganiaceae), произрастающей в тропических районах Азии и Африки. Также содержится в плодах и коре стрихноса ядоносного. Семя чилибухи — рвотный орех (лат. semen Strychni; Nux vomica) содержит наряду со стрихнином другие алкалоиды (бруцин и др.). Количество стрихнина и бруцина составляет не менее 2,5 %.
В медицинской практике применяют азотнокислую соль — стрихнина нитрат (Strychnini nitras).
Нитрат стрихнина представляет собой бесцветные блестящие игольчатые кристаллы или белый кристаллический порошок. Имеет чрезвычайно горький вкус. Трудно растворим в воде (1:90 в холодной) и спирте, легко растворим в кипящей воде (1:5), нерастворим в эфире. Водные растворы имеют нейтральную или слабокислую реакцию. Растворы стерилизуют при +100 °C в течение 30 мин; 0,1 % раствор в ампулах подкислен 0,1н. раствором хлористоводородной кислоты и имеет рН 3,0—3,7.
Стрихнин и другие препараты чилибухи возбуждают ЦНС и в первую очередь повышают рефлекторную возбудимость. Под влиянием стрихнина рефлекторные реакции становятся более генерализованными, при больших дозах стрихнина различные раздражители вызывают появление сильных болезненных тетанических судорог.
В терапевтических дозах стрихнин оказывает стимулирующее действие на органы чувств (обостряет зрение, вкус, слух, тактильное чувство), возбуждает сосудодвигательный и дыхательный центры, тонизирует скелетную мускулатуру, а также мышцу сердца, стимулирует процессы обмена, повышает чувствительность сетчатки глаза.
Действие стрихнина связано с облегчением проведения возбуждения в межнейронных синапсах спинного мозга. Он действует преимущественно в области вставочных нейронов. По современным представлениям стрихнин блокирует действие аминокислотных нейромедиаторов, главным образом глицина, играющих роль тормозящих факторов в передаче возбуждения в постсинаптических нервных окончаниях в спинном мозге. Блокируя торможение, стрихнин оказывает таким образом «возбуждающий» эффект.
Применяют стрихнин как тонизирующее средство при общем понижении процессов обмена, быстрой утомляемости, гипотонической болезни, ослаблении сердечной деятельности на почве интоксикаций и инфекций, при некоторых функциональных нарушениях зрительного аппарата (амблиопия, амавроз и др.); при парезах и параличах (в частности, дифтерийного происхождения у детей), при атонии желудка и т. п. Ранее им широко пользовались для лечения острых отравлений барбитуратами; теперь для этой цели в основном применяется бемегрид.
При передозировке возможны напряжение лицевых, затылочных и других мышц, затруднение дыхания, в тяжелых случаях — тетанические судороги.

## Химический синтез
Полный химический синтез этого соединения впервые был осуществлён в 1954 году коллективом учёных под руководством Роберта Вудворда и включал в себя примерно 30 стадий. Молекула стрихнина обладает сложным пространственным строением, оптически активна и её успешный синтез в своё время стал важным достижением химии органического синтеза. В настоящее время известно несколько десятков схем синтеза стрихнина (позволяющих получить как рацемический стрихнин, так и «чистые» оптические изомеры) различной степени сложности. Самая короткая схема синтеза включает всего 6 стадий.

## Медицинское применение

### Экстракт чилибухи сухой
Экстракт рвотного ореха сухой (Extractum Strychni siccum; Extractum nucis vomicae siccum). Сухой порошок светло-бурого цвета без запаха. Водный раствор (1:10) сильногорького вкуса, мутный. Содержит около 16 % алкалоидов (стрихнин и бруцин).

### Настойка чилибухи
Настойка чилибухи. Настойка рвотного ореха (Tinctura Strychni; Tinctura nucis vomicae). Прозрачная жидкость бурого цвета, горького вкуса. Готовится из расчета 16 г экстракта чилибухи сухого в 1 л 70 % спирта. Содержит около 0,25 % алкалоидов (стрихнин и бруцин). Применяют как общетонизирующее средство и как горечь для возбуждения аппетита.

### Антидот при отравлении барбитуратами
При отравлении барбитуратами используют стрихнин как противоядие, который вводят внутривенно по 0,003 г каждые 3-4 ч при коме.

### Противопоказания
гипертоническая болезнь, бронхиальная астма, стенокардия, атеросклероз, острый и хронический нефрит, гепатиты, склонность к судорожным реакциям, беременность, базедова болезнь.

## Токсичность
По воздействию на организм стрихнин относится к I классу опасности (чрезвычайно опасные вещества). Средняя летальная доза (LD50) составляет около 1 мг на 1 кг массы тела (у цианистого калия — 1,7 мг/кг).
В результате действия стрихнина происходит нарушение работы нервной системы, нарушение дыхания.
Входит в список ядовитых веществ статьи 234 УК РФ от 16.01.08 г. Ранее применялся как средство дератизации, также входит в состав стрельного яда кураре, которым смазывают наконечники стрел и копий при охоте на птицу и зверя.
При отравлении стрихнином необходимо обеспечить больному абсолютный покой, так как малейшее раздражение может вызвать мучительный припадок судорог. Больного помещают в темную комнату, заставляют всех окружающих соблюдать полную тишину, не разговаривать даже шёпотом. Нужно как можно скорее вызвать врача. Если нет тризма, дать размешанный в воде растолченный активированный уголь (1 грамм активированного угля связывает несколько сотен миллиграмм стрихнина).
Против судорог медперсонал может применить вдыхание хлороформа, действующего угнетающим образом на ЦНС, следовательно, представляющего, в отношении физиологического влияния на организм, прямую противоположность стрихнину. После снятия судорог можно приступить к промыванию желудка.
Медикаментозное лечение сочетается с полным покоем. Противопоказано употребление каких-либо кислот и кислых напитков.